# Haïtiaans voetbalelftal (mannen)
Het Haïtiaans voetbalelftal is een team van voetballers dat Haïti vertegenwoordigt bij internationale wedstrijden zoals de (kwalificatie)wedstrijden voor het WK, de Caribbean Cup, en de CONCACAF Gold Cup.
De Fédération Haïtienne de Football werd in 1904 opgericht en is aangesloten bij de Caraïbische Voetbalunie (CFU), de CONCACAF en de FIFA (sinds 1934). Het Haïtiaans voetbalelftal behaalde in november 2012 met de 57e plaats de hoogste positie op de FIFA-wereldranglijst; in april 1996 werd met de 155e plaats de laagste positie bereikt.

## Deelname aan internationale toernooien

### Wereldkampioenschap
In 1934 deed Haïti voor het eerst mee aan de kwalificatie voor het Wereldkampioenschap voetbal. In groep 11 van het kwalificatietoernooi kwam het in de groep met Cuba. Er werden 3 wedstrijden gespeeld tegen dit land. Robert St. Fort scoorde voor Haïti de enige goal in de eerste wedstrijd op 28 januari 1934, die uiteindelijk verloren werd met 1–3. In 1954 zou het pas weer meedoen, en dit keer werden alle wedstrijden (tegen Mexico en de V.S.) verloren. Voor het toernooi van 1974 wist Haïti zich wel te plaatsen omdat het land het jaar daarvoor het CONCACAF-kampioenschap had gewonnen. Haïti werd ingedeeld in groep 4 met Polen (0–7), Argentinië (1–4) en Italië (1–3). De 2 goals werden gemaakt door Emmanuel Sanon.
| Wereldkampioenschap voetbal overzicht | Wereldkampioenschap voetbal overzicht | Wereldkampioenschap voetbal overzicht | Wereldkampioenschap voetbal overzicht | Wereldkampioenschap voetbal overzicht | Wereldkampioenschap voetbal overzicht | Wereldkampioenschap voetbal overzicht | Wereldkampioenschap voetbal overzicht | Wereldkampioenschap voetbal overzicht |
| Jaar                                  | Ronde                                 | Wed.                                  | W                                     | G                                     | V                                     | DV                                    | DT                                    | Kwal                                  |
| ------------------------------------- | ------------------------------------- | ------------------------------------- | ------------------------------------- | ------------------------------------- | ------------------------------------- | ------------------------------------- | ------------------------------------- | ------------------------------------- |
| 1934                                  | Niet gekwalificeerd                   | Niet gekwalificeerd                   | Niet gekwalificeerd                   | Niet gekwalificeerd                   | Niet gekwalificeerd                   | Niet gekwalificeerd                   | Niet gekwalificeerd                   | Niet gekwalificeerd                   |
| 1938–1950                             | Geen deelname                         | Geen deelname                         | Geen deelname                         | Geen deelname                         | Geen deelname                         | Geen deelname                         | Geen deelname                         | Geen deelname                         |
| 1954                                  | Niet gekwalificeerd                   | Niet gekwalificeerd                   | Niet gekwalificeerd                   | Niet gekwalificeerd                   | Niet gekwalificeerd                   | Niet gekwalificeerd                   | Niet gekwalificeerd                   | Niet gekwalificeerd                   |
| 1958–1966                             | Geen deelname                         | Geen deelname                         | Geen deelname                         | Geen deelname                         | Geen deelname                         | Geen deelname                         | Geen deelname                         | Geen deelname                         |
| 1970                                  | Niet gekwalificeerd                   | Niet gekwalificeerd                   | Niet gekwalificeerd                   | Niet gekwalificeerd                   | Niet gekwalificeerd                   | Niet gekwalificeerd                   | Niet gekwalificeerd                   | Niet gekwalificeerd                   |
| 1974                                  | Groepsfase                            | 3                                     | 0                                     | 0                                     | 3                                     | 2                                     | 14                                    | (Kwal.)                               |
| 1978                                  | Niet gekwalificeerd                   | Niet gekwalificeerd                   | Niet gekwalificeerd                   | Niet gekwalificeerd                   | Niet gekwalificeerd                   | Niet gekwalificeerd                   | Niet gekwalificeerd                   | Niet gekwalificeerd                   |
| 1982                                  | Niet gekwalificeerd                   | Niet gekwalificeerd                   | Niet gekwalificeerd                   | Niet gekwalificeerd                   | Niet gekwalificeerd                   | Niet gekwalificeerd                   | Niet gekwalificeerd                   | Niet gekwalificeerd                   |
| 1986                                  | Niet gekwalificeerd                   | Niet gekwalificeerd                   | Niet gekwalificeerd                   | Niet gekwalificeerd                   | Niet gekwalificeerd                   | Niet gekwalificeerd                   | Niet gekwalificeerd                   | Niet gekwalificeerd                   |
| 1990                                  | Geen deelname                         | Geen deelname                         | Geen deelname                         | Geen deelname                         | Geen deelname                         | Geen deelname                         | Geen deelname                         | Geen deelname                         |
| 1994                                  | Niet gekwalificeerd                   | Niet gekwalificeerd                   | Niet gekwalificeerd                   | Niet gekwalificeerd                   | Niet gekwalificeerd                   | Niet gekwalificeerd                   | Niet gekwalificeerd                   | Niet gekwalificeerd                   |
| 1998                                  | Niet gekwalificeerd                   | Niet gekwalificeerd                   | Niet gekwalificeerd                   | Niet gekwalificeerd                   | Niet gekwalificeerd                   | Niet gekwalificeerd                   | Niet gekwalificeerd                   | Niet gekwalificeerd                   |
| 2002                                  | Niet gekwalificeerd                   | Niet gekwalificeerd                   | Niet gekwalificeerd                   | Niet gekwalificeerd                   | Niet gekwalificeerd                   | Niet gekwalificeerd                   | Niet gekwalificeerd                   | Niet gekwalificeerd                   |
| 2006                                  | Niet gekwalificeerd                   | Niet gekwalificeerd                   | Niet gekwalificeerd                   | Niet gekwalificeerd                   | Niet gekwalificeerd                   | Niet gekwalificeerd                   | Niet gekwalificeerd                   | Niet gekwalificeerd                   |
| 2010                                  | Niet gekwalificeerd                   | Niet gekwalificeerd                   | Niet gekwalificeerd                   | Niet gekwalificeerd                   | Niet gekwalificeerd                   | Niet gekwalificeerd                   | Niet gekwalificeerd                   | Niet gekwalificeerd                   |
| 2014                                  | Niet gekwalificeerd                   | Niet gekwalificeerd                   | Niet gekwalificeerd                   | Niet gekwalificeerd                   | Niet gekwalificeerd                   | Niet gekwalificeerd                   | Niet gekwalificeerd                   | Niet gekwalificeerd                   |
| 2018                                  | Niet gekwalificeerd                   | Niet gekwalificeerd                   | Niet gekwalificeerd                   | Niet gekwalificeerd                   | Niet gekwalificeerd                   | Niet gekwalificeerd                   | Niet gekwalificeerd                   | Niet gekwalificeerd                   |
| 2022                                  | Niet gekwalificeerd                   | Niet gekwalificeerd                   | Niet gekwalificeerd                   | Niet gekwalificeerd                   | Niet gekwalificeerd                   | Niet gekwalificeerd                   | Niet gekwalificeerd                   | Niet gekwalificeerd                   |
| 2026                                  | kwalificatie                          | kwalificatie                          | kwalificatie                          | kwalificatie                          | kwalificatie                          | kwalificatie                          | kwalificatie                          | kwalificatie                          |

### Gold Cup
Haïti doet regelmatig aan toernooien mee die in de regio plaatsvinden. Ze zijn in 1957 winnaar geworden van het inmiddels opgeheven CCCF-kampioenschap. Dit toernooi ging 1961 op in het CONCACAF kampioenschap (een voorloper van de Gold Cup). In 1973 werd ook dit toernooi gewonnen. Ook de Caribbean Cup werd eenmaal gewonnen, 2007. In de poulefase won Haiti van Martinique (1–0) en Barbados (2–0) en werd er verloren tegen Trinidad en Tobago (1–3). In de halve finale werd er van Guadeloupe gewonnen (3–1) en uiteindelijk kwam het in de finale weer Trinidad en Tobago tegen. Dit keer werd er met 2–1 gewonnen door goals van Alexandre Boucicaut en Brunel Fucien.
| CONCACAF-kampioenschap overzicht | CONCACAF-kampioenschap overzicht | CONCACAF-kampioenschap overzicht | CONCACAF-kampioenschap overzicht | CONCACAF-kampioenschap overzicht | CONCACAF-kampioenschap overzicht | CONCACAF-kampioenschap overzicht | CONCACAF-kampioenschap overzicht | CONCACAF-kampioenschap overzicht |
| Jaar                             | Ronde                            | Wed.                             | W                                | G                                | V                                | DV                               | DT                               | Kwal                             |
| -------------------------------- | -------------------------------- | -------------------------------- | -------------------------------- | -------------------------------- | -------------------------------- | -------------------------------- | -------------------------------- | -------------------------------- |
| 1963                             | Niet gekwalificeerd              | Niet gekwalificeerd              | Niet gekwalificeerd              | Niet gekwalificeerd              | Niet gekwalificeerd              | Niet gekwalificeerd              | Niet gekwalificeerd              | Niet gekwalificeerd              |
| 1965                             | Zesde                            | 5                                | 0                                | 1                                | 4                                | 3                                | 13                               |                                  |
| 1967                             | Vijfde                           | 5                                | 1                                | 0                                | 4                                | 5                                | 9                                | (kwal.)                          |
| 1969                             | Gediskwalificeerd                | Gediskwalificeerd                | Gediskwalificeerd                | Gediskwalificeerd                | Gediskwalificeerd                | Gediskwalificeerd                | Gediskwalificeerd                | Gediskwalificeerd                |
| 1971                             | Tweede                           | 5                                | 2                                | 3                                | 0                                | 9                                | 1                                | (kwal.)                          |
| 1973                             | Kampioen                         | 5                                | 4                                | 0                                | 1                                | 8                                | 3                                | (kwal.)                          |
| 1977                             | Tweede                           | 5                                | 3                                | 1                                | 1                                | 6                                | 6                                | (kwal.)                          |
| 1981                             | Zesde                            | 5                                | 0                                | 2                                | 3                                | 2                                | 9                                | (Kwal.)                          |
| 1985                             | Groepsfase                       | 4                                | 0                                | 0                                | 4                                | 0                                | 9                                | (kwal.)                          |
| 1989                             | Geen deelname                    | Geen deelname                    | Geen deelname                    | Geen deelname                    | Geen deelname                    | Geen deelname                    | Geen deelname                    | Geen deelname                    |
| CONCACAF Gold Cup overzicht      |                                  |                                  |                                  |                                  |                                  |                                  |                                  |                                  |
| Jaar                             | Ronde                            | Wed.                             | W                                | G                                | V                                | DV                               | DT                               | Kwal                             |
| 1991                             | Niet gekwalificeerd              | Niet gekwalificeerd              | Niet gekwalificeerd              | Niet gekwalificeerd              | Niet gekwalificeerd              | Niet gekwalificeerd              | Niet gekwalificeerd              | Niet gekwalificeerd              |
| 1993–1996                        | Geen deelname                    | Geen deelname                    | Geen deelname                    | Geen deelname                    | Geen deelname                    | Geen deelname                    | Geen deelname                    | Geen deelname                    |
| 1998                             | Teruggetrokken                   | Teruggetrokken                   | Teruggetrokken                   | Teruggetrokken                   | Teruggetrokken                   | Teruggetrokken                   | Teruggetrokken                   | Teruggetrokken                   |
| 2000                             | Groepsfase                       | 2                                | 0                                | 1                                | 1                                | 1                                | 4                                | (kwal.)                          |
| 2002                             | Kwartfinale                      | 3                                | 1                                | 0                                | 2                                | 3                                | 4                                | (kwal.)                          |
| 2003                             | Niet gekwalificeerd              | Niet gekwalificeerd              | Niet gekwalificeerd              | Niet gekwalificeerd              | Niet gekwalificeerd              | Niet gekwalificeerd              | Niet gekwalificeerd              | Niet gekwalificeerd              |
| 2005                             | Niet gekwalificeerd              | Niet gekwalificeerd              | Niet gekwalificeerd              | Niet gekwalificeerd              | Niet gekwalificeerd              | Niet gekwalificeerd              | Niet gekwalificeerd              | Niet gekwalificeerd              |
| 2007                             | Groepsfase                       | 3                                | 0                                | 2                                | 1                                | 2                                | 4                                | (kwal.)                          |
| 2009                             | Kwartfinale                      | 4                                | 1                                | 1                                | 2                                | 4                                | 7                                | (kwal.)                          |
| 2011                             | Niet gekwalificeerd              | Niet gekwalificeerd              | Niet gekwalificeerd              | Niet gekwalificeerd              | Niet gekwalificeerd              | Niet gekwalificeerd              | Niet gekwalificeerd              | Niet gekwalificeerd              |
| 2013                             | Groepsfase                       | 3                                | 1                                | 0                                | 2                                | 2                                | 3                                | (kwal.)                          |
| 2015                             | Kwartfinale                      | 4                                | 1                                | 1                                | 2                                | 2                                | 3                                | (kwal.)                          |
| 2017                             | Niet gekwalificeerd              | Niet gekwalificeerd              | Niet gekwalificeerd              | Niet gekwalificeerd              | Niet gekwalificeerd              | Niet gekwalificeerd              | Niet gekwalificeerd              | Niet gekwalificeerd              |
| 2019                             | Halve finale                     | 5                                | 4                                | 0                                | 1                                | 9                                | 5                                | (kwal.)                          |
| 2021                             | Groepsfase                       | 3                                | 1                                | 0                                | 2                                | 3                                | 5                                | (kwal.)                          |
| 2023                             | Groepsfase                       | 3                                | 1                                | 0                                | 2                                | 4                                | 6                                | (kwal.)                          |
| 2025                             | Groepsfase                       | 3                                | 0                                | 1                                | 2                                | 2                                | 4                                | (kwal.)                          |

### CONCACAF Nations League
| 2019–20 | A | 4 | 0 | 3 | 1 | 3  | 4 | B |
| 2022–23 | B | 6 | 5 | 1 | 0 | 22 | 5 | A |
| 2023–24 | B | 4 | 0 | 3 | 1 | 5  | 6 | B |
| 2024–25 | B | 6 | 6 | 0 | 0 | 29 | 5 | A |

### Caribbean Cup
| Caribbean Cup overzicht | Caribbean Cup overzicht | Caribbean Cup overzicht | Caribbean Cup overzicht | Caribbean Cup overzicht | Caribbean Cup overzicht | Caribbean Cup overzicht | Caribbean Cup overzicht | Caribbean Cup overzicht |
| Jaar                    | Ronde                   | Wed.                    | W                       | G                       | V                       | DV                      | DT                      | Kwal                    |
| ----------------------- | ----------------------- | ----------------------- | ----------------------- | ----------------------- | ----------------------- | ----------------------- | ----------------------- | ----------------------- |
| 1991                    | Niet gekwalificeerd     | Niet gekwalificeerd     | Niet gekwalificeerd     | Niet gekwalificeerd     | Niet gekwalificeerd     | Niet gekwalificeerd     | Niet gekwalificeerd     | Niet gekwalificeerd     |
| 1992                    | Geen deelname           | Geen deelname           | Geen deelname           | Geen deelname           | Geen deelname           | Geen deelname           | Geen deelname           | Geen deelname           |
| 1993                    | Geen deelname           | Geen deelname           | Geen deelname           | Geen deelname           | Geen deelname           | Geen deelname           | Geen deelname           | Geen deelname           |
| 1994                    | Groepsfase              | 4                       | 2                       | 1                       | 1                       | 5                       | 6                       | (Kwal.)                 |
| 1995                    | Geen deelname           | Geen deelname           | Geen deelname           | Geen deelname           | Geen deelname           | Geen deelname           | Geen deelname           | Geen deelname           |
| 1996                    | Groepsfase              | 5                       | 1                       | 3                       | 1                       | 9                       | 4                       | (Kwal.)                 |
| 1997                    | Teruggetrokken          | Teruggetrokken          | Teruggetrokken          | Teruggetrokken          | Teruggetrokken          | Teruggetrokken          | Teruggetrokken          | Teruggetrokken          |
| 1998                    | Derde                   | 7                       | 5                       | 0                       | 2                       | 19                      | 8                       | (Kwal.)                 |
| 1999                    | Derde                   | 7                       | 5                       | 0                       | 2                       | 21                      | 10                      | (Kwal.)                 |
| 2001                    | Tweede                  | 8                       | 5                       | 2                       | 1                       | 30                      | 9                       | (Kwal.)                 |
| 2005                    | Niet gekwalificeerd     | Niet gekwalificeerd     | Niet gekwalificeerd     | Niet gekwalificeerd     | Niet gekwalificeerd     | Niet gekwalificeerd     | Niet gekwalificeerd     | Niet gekwalificeerd     |
| 2007                    | Kampioen                | 13                      | 8                       | 1                       | 4                       | 27                      | 12                      | (Kwal.)                 |
| 2008                    | Groepsfase              | 3                       | 1                       | 1                       | 1                       | 4                       | 4                       |                         |
| 2010                    | Niet gekwalificeerd     | Niet gekwalificeerd     | Niet gekwalificeerd     | Niet gekwalificeerd     | Niet gekwalificeerd     | Niet gekwalificeerd     | Niet gekwalificeerd     | Niet gekwalificeerd     |
| 2012                    | Derde                   | 5                       | 3                       | 1                       | 1                       | 4                       | 2                       | (Kwal.)                 |
| 2014                    | Derde                   | 4                       | 2                       | 1                       | 1                       | 7                       | 5                       | (Kwal.)                 |
| 2017                    | Niet gekwalificeerd     | Niet gekwalificeerd     | Niet gekwalificeerd     | Niet gekwalificeerd     | Niet gekwalificeerd     | Niet gekwalificeerd     | Niet gekwalificeerd     | Niet gekwalificeerd     |

### CCCF kampioenschap
| CCCF kampioenschap overzicht | CCCF kampioenschap overzicht | CCCF kampioenschap overzicht | CCCF kampioenschap overzicht | CCCF kampioenschap overzicht | CCCF kampioenschap overzicht | CCCF kampioenschap overzicht | CCCF kampioenschap overzicht | CCCF kampioenschap overzicht |
| Jaar                         | Ronde                        | Wed.                         | W                            | G                            | V                            | DV                           | DT                           | Kwal                         |
| ---------------------------- | ---------------------------- | ---------------------------- | ---------------------------- | ---------------------------- | ---------------------------- | ---------------------------- | ---------------------------- | ---------------------------- |
| 1957                         | Kampioen                     | 4                            | 4                            | 0                            | 0                            | 14                           | 4                            |                              |
| 1960                         | Teruggetrokken               | Teruggetrokken               | Teruggetrokken               | Teruggetrokken               | Teruggetrokken               | Teruggetrokken               | Teruggetrokken               | Teruggetrokken               |
| 1961                         | Vierde                       | 6                            | 3                            | 0                            | 3                            | 8                            | 17                           |                              |

### Copa América
De Copa América is eigenlijk een Zuid-Amerikaans voetbaltoernooi maar er worden regelmatig ook landen van buiten dat werelddeel uitgenodigd. In 2016 was er een speciale editie van Copa América (Copa América Centenario) zal worden gehouden ter ere van het 100-jarig bestaan van de CONMEBOL. In groep B werd drie keer verloren, van Peru (0–1), Ecuador (0–4) en Brazilië (1–7). James Marcelin maakte in de 70e minuut tegen Brazilië het enige doelpunt voor Haïti op dit toernooi.
| Copa América overzicht | Copa América overzicht | Copa América overzicht | Copa América overzicht | Copa América overzicht | Copa América overzicht | Copa América overzicht | Copa América overzicht | Copa América overzicht |
| Jaar                   | Ronde                  | Wed.                   | W                      | G                      | V                      | DV                     | DT                     |                        |
| ---------------------- | ---------------------- | ---------------------- | ---------------------- | ---------------------- | ---------------------- | ---------------------- | ---------------------- | ---------------------- |
| 2016                   | Groepsfase             | 3                      | 0                      | 0                      | 3                      | 3                      | 1                      |                        |

## FIFA-wereldranglijst[1]
| 1993 | 1994 | 1995 | 1996 | 1997 | 1998 | 1999 | 2000 | 2001 | 2002 | 2003 | 2004 | 2005 | 2006 | 2007 | 2008 | 2009 | 2010 | 2011 | 2012 | 2013 | 2014 | 2015 | 2016 | 2017 | 2018 |
| ---- | ---- | ---- | ---- | ---- | ---- | ---- | ---- | ---- | ---- | ---- | ---- | ---- | ---- | ---- | ---- | ---- | ---- | ---- | ---- | ---- | ---- | ---- | ---- | ---- | ---- |
| 145  | 132  | 153  | 114  | 125  | 109  | 99   | 84   | 82   | 72   | 96   | 95   | 98   | 102  | 69   | 102  | 90   | 90   | 81   | 39   | 79   | 72   | 77   | 73   | 56   | 103  |

## Bondscoaches
| №  | Naam                     | Van  | Tot  |
| -- | ------------------------ | ---- | ---- |
| 1  | Edouard Baker            | 1934 | 1934 |
| 2  | Antoine Champagne        | 1951 | 1951 |
| 3  | Paul Baron               | 1953 | 1953 |
| 4  | Dan Georgiádis           | 1956 | 1956 |
| 5  | Antoine Tassy            | 1961 | 1961 |
| 6  | Antoine Tassy            | 1965 | 1976 |
| 7  | Sepp Piontek             | 1977 | 1978 |
| 8  | René Vertus              | 1978 | 1979 |
| 9  | Antoine Tassy            | 1980 | 1980 |
| 10 | Claude Barthelemy        | 1984 | 1985 |
| 11 | Jean-Ernst Jean-Baptiste | 1992 | 1994 |
| 12 | Hervé Calixte            | 1996 | 1996 |
| 13 | Jean-Michel Vaval        |      |      |
| 14 | Jean-Ernst Jean-Baptiste | 1999 | 1999 |
| 15 | Emmanuel Sanon           | 1999 | 2000 |
| 16 | Jorge Castelli           | 2001 | 2002 |
| 17 | Andres Cruciani          | 2002 | 2003 |
| 18 | Fernando Clavijo         | 2003 | 2005 |
| 19 | Luis Armelio García      | 2006 | 2007 |
| 20 | Wagneau Eloi             | 2008 | 2008 |
| 21 | Jairo Ríos Rendón        | 2009 | 2010 |
| 22 | Edson Tavares            | 2010 | 2011 |
| 23 | Israel Blake Cantero     | 2012 | 2013 |
| 24 | Marc Collat              | 2014 |      |

## Statistieken
- Bijgewerkt tot en met de WK-kwalificatiewedstrijd tegen  Jamaica (0–2) op 6 september 2016.

| Tegenstander             | Wed. | W  | G  | V  | DV | DT | DS  |
| ------------------------ | ---- | -- | -- | -- | -- | -- | --- |
| Am. Maagdeneil.          | 4    | 4  | 0  | 0  | 36 | 1  | +35 |
| Antigua en Barbuda       | 12   | 8  | 2  | 2  | 19 | 10 | +9  |
| Argentinië               | 2    | 0  | 0  | 2  | 1  | 8  | –7  |
| Bahama's                 | 5    | 5  | 0  | 0  | 29 | 0  | +29 |
| Barbados                 | 3    | 2  | 0  | 1  | 8  | 5  | +3  |
| Bermuda                  | 7    | 4  | 2  | 1  | 12 | 5  | +7  |
| Bolivia                  | 2    | 0  | 0  | 2  | 3  | 11 | –8  |
| Brazilië                 | 3    | 0  | 0  | 3  | 1  | 17 | –16 |
| Britse Maagdeneilanden   | 1    | 1  | 0  | 0  | 6  | 0  | +6  |
| Canada                   | 10   | 1  | 2  | 7  | 8  | 15 | –7  |
| Chili                    | 7    | 1  | 3  | 3  | 2  | 6  | –4  |
| China                    | 2    | 1  | 1  | 0  | 6  | 5  | +1  |
| Colombia                 | 5    | 1  | 0  | 4  | 4  | 12 | –8  |
| Congo-Brazzaville        | 1    | 0  | 0  | 1  | 1  | 4  | –3  |
| Costa Rica               | 12   | 0  | 4  | 8  | 8  | 28 | –20 |
| Cuba                     | 31   | 9  | 13 | 9  | 39 | 39 | 0   |
| Curaçao                  | 24   | 14 | 7  | 3  | 48 | 22 | +26 |
| Dominica                 | 2    | 2  | 0  | 0  | 7  | 1  | +6  |
| Dominicaanse Republiek   | 16   | 13 | 2  | 1  | 50 | 9  | +41 |
| Ecuador                  | 5    | 2  | 0  | 3  | 5  | 9  | –4  |
| El Salvador              | 27   | 6  | 8  | 13 | 19 | 35 | –16 |
| Frans-Guyana             | 3    | 1  | 1  | 1  | 4  | 4  | 0   |
| Grenada                  | 6    | 6  | 0  | 0  | 17 | 2  | +15 |
| Guadeloupe               | 7    | 4  | 2  | 1  | 18 | 9  | +9  |
| Guatemala                | 16   | 5  | 2  | 9  | 16 | 25 | –9  |
| Guyana                   | 5    | 2  | 2  | 1  | 5  | 3  | +2  |
| Honduras                 | 16   | 5  | 0  | 11 | 13 | 30 | –17 |
| Italië                   | 2    | 0  | 1  | 1  | 3  | 5  | –2  |
| Jamaica                  | 54   | 25 | 4  | 25 | 85 | 75 | +10 |
| Kaaimaneilanden          | 2    | 2  | 0  | 0  | 4  | 2  | +2  |
| Martinique               | 15   | 6  | 6  | 3  | 22 | 13 | +9  |
| Mexico                   | 9    | 0  | 2  | 7  | 2  | 26 | –24 |
| Nicaragua                | 4    | 2  | 2  | 0  | 8  | 5  | +3  |
| Oman                     | 1    | 0  | 0  | 1  | 0  | 3  | –3  |
| Panama                   | 20   | 9  | 7  | 4  | 28 | 19 | +9  |
| Peru                     | 5    | 0  | 2  | 3  | 5  | 11 | –6  |
| Polen                    | 3    | 1  | 0  | 2  | 3  | 11 | –8  |
| Puerto Rico              | 6    | 6  | 0  | 0  | 23 | 3  | +20 |
| Qatar                    | 1    | 1  | 0  | 0  | 1  | 0  | +1  |
| Spanje                   | 1    | 0  | 0  | 1  | 1  | 2  | –1  |
| Saint Kitts en Nevis     | 6    | 4  | 1  | 1  | 12 | 3  | +9  |
| Saint Lucia              | 3    | 2  | 0  | 1  | 11 | 5  | +6  |
| Sint-Maarten             | 2    | 2  | 0  | 0  | 9  | 0  | +9  |
| St. Vincent en de Gren.  | 5    | 4  | 1  | 0  | 15 | 4  | +11 |
| Suriname                 | 12   | 3  | 5  | 4  | 11 | 17 | –6  |
| Syrië                    | 1    | 0  | 0  | 1  | 1  | 2  | –1  |
| Trinidad en Tobago       | 38   | 15 | 6  | 17 | 54 | 62 | –8  |
| Turks- en Caicoseilanden | 2    | 2  | 0  | 0  | 7  | 0  | +7  |
| Verenigde Staten         | 17   | 6  | 5  | 6  | 19 | 23 | –4  |
| Uruguay                  | 3    | 0  | 2  | 1  | 0  | 1  | –1  |
| Venezuela                | 7    | 2  | 2  | 3  | 10 | 10 | 0   |
| Zuid-Korea               | 1    | 0  | 0  | 1  | 1  | 4  | –3  |

## Selecties

### CONCACAF Gold Cup
| Selectie van Haïti bij de CONCACAF Gold Cup 2000 | Selectie van Haïti bij de CONCACAF Gold Cup 2000 | Selectie van Haïti bij de CONCACAF Gold Cup 2000 | Selectie van Haïti bij de CONCACAF Gold Cup 2000 | Selectie van Haïti bij de CONCACAF Gold Cup 2000 | Selectie van Haïti bij de CONCACAF Gold Cup 2000 | Selectie van Haïti bij de CONCACAF Gold Cup 2000 | Selectie van Haïti bij de CONCACAF Gold Cup 2000 | Selectie van Haïti bij de CONCACAF Gold Cup 2000 |
| №                                                | Naam                                             | Wed.                                             | Dlpnt.                                           | Club                                             |                                                  |                                                  |                                                  |                                                  |
| ------------------------------------------------ | ------------------------------------------------ | ------------------------------------------------ | ------------------------------------------------ | ------------------------------------------------ | ------------------------------------------------ | ------------------------------------------------ | ------------------------------------------------ | ------------------------------------------------ |
| Doel                                             |                                                  |                                                  |                                                  |                                                  |                                                  |                                                  |                                                  |                                                  |
| 1                                                | Geteau Ferdinand                                 |                                                  |                                                  | Valencia Leogane                                 |                                                  |                                                  |                                                  |                                                  |
| 22                                               | Didier Menard                                    |                                                  |                                                  | Central Florida Kraze                            |                                                  |                                                  |                                                  |                                                  |
| Verdediging                                      |                                                  |                                                  |                                                  |                                                  |                                                  |                                                  |                                                  |                                                  |
| 2                                                | Gilbert Jean-Baptiste                            |                                                  |                                                  | Charleston Battery                               |                                                  |                                                  |                                                  |                                                  |
| 3                                                | Frantz Gilles                                    |                                                  |                                                  | Cavaly AS                                        |                                                  |                                                  |                                                  |                                                  |
| 4                                                | Eddy César                                       |                                                  |                                                  | Carioca                                          |                                                  |                                                  |                                                  |                                                  |
| 6                                                | Gabriel Michel                                   |                                                  |                                                  | Don Bosco                                        |                                                  |                                                  |                                                  |                                                  |
| 13                                               | Pierre Richard Bruny                             |                                                  |                                                  | Don Bosco                                        |                                                  |                                                  |                                                  |                                                  |
| 17                                               | Roosevelt Désir                                  |                                                  |                                                  | FICA                                             |                                                  |                                                  |                                                  |                                                  |
| 18                                               | Jean-Roland Dartiguenave                         |                                                  |                                                  | Violette Athletic Club                           |                                                  |                                                  |                                                  |                                                  |
| Middenveld                                       |                                                  |                                                  |                                                  |                                                  |                                                  |                                                  |                                                  |                                                  |
| 7                                                | Sébastien Vorbe                                  |                                                  |                                                  | Violette Athletic Club                           |                                                  |                                                  |                                                  |                                                  |
| 10                                               | Chrismonor Thelusma                              |                                                  |                                                  | Racing Club Haïtien                              |                                                  |                                                  |                                                  |                                                  |
| 14                                               | Wilfrid Montilas                                 |                                                  |                                                  | Don Bosco                                        |                                                  |                                                  |                                                  |                                                  |
| 15                                               | Ernst Atis-Clotaire                              |                                                  |                                                  | AC Cambrai                                       |                                                  |                                                  |                                                  |                                                  |
| 16                                               | Carlo Marcellin                                  |                                                  |                                                  | Cavaly AS                                        |                                                  |                                                  |                                                  |                                                  |
| Aanval                                           |                                                  |                                                  |                                                  |                                                  |                                                  |                                                  |                                                  |                                                  |
| 5                                                | Jean-Robert Menelas                              |                                                  |                                                  | Roulado                                          |                                                  |                                                  |                                                  |                                                  |
| 8                                                | Golman Pierre                                    |                                                  |                                                  | FICA                                             |                                                  |                                                  |                                                  |                                                  |
| 11                                               | Wilson Chevalier                                 |                                                  |                                                  | Carioca                                          |                                                  |                                                  |                                                  |                                                  |
| 19                                               | Johnny Descolines                                |                                                  |                                                  | Violette Athletic Club                           |                                                  |                                                  |                                                  |                                                  |
| Bondscoach: Emmanuel Sanon                       |                                                  |                                                  |                                                  |                                                  |                                                  |                                                  |                                                  |                                                  |

| Selectie van Haïti bij de CONCACAF Gold Cup 2015 | Selectie van Haïti bij de CONCACAF Gold Cup 2015 | Selectie van Haïti bij de CONCACAF Gold Cup 2015 | Selectie van Haïti bij de CONCACAF Gold Cup 2015 | Selectie van Haïti bij de CONCACAF Gold Cup 2015 | Selectie van Haïti bij de CONCACAF Gold Cup 2015 | Selectie van Haïti bij de CONCACAF Gold Cup 2015 | Selectie van Haïti bij de CONCACAF Gold Cup 2015 | Selectie van Haïti bij de CONCACAF Gold Cup 2015 |
| №                                                | Naam                                             | Wed.                                             | Dlpnt.                                           | Club                                             |                                                  |                                                  |                                                  |                                                  |
| ------------------------------------------------ | ------------------------------------------------ | ------------------------------------------------ | ------------------------------------------------ | ------------------------------------------------ | ------------------------------------------------ | ------------------------------------------------ | ------------------------------------------------ | ------------------------------------------------ |
| Doel                                             |                                                  |                                                  |                                                  |                                                  |                                                  |                                                  |                                                  |                                                  |
| 1                                                | Johnny Placide                                   | 21                                               | 0                                                | Stade de Reims                                   |                                                  |                                                  |                                                  |                                                  |
| 12                                               | Steward Ceus                                     | 7                                                | 0                                                | Atlanta Silverbacks                              |                                                  |                                                  |                                                  |                                                  |
| 23                                               | Ronald Elusma                                    | 3                                                | 0                                                | America FC                                       |                                                  |                                                  |                                                  |                                                  |
| Verdediging                                      |                                                  |                                                  |                                                  |                                                  |                                                  |                                                  |                                                  |                                                  |
| 5                                                | Jean-Jacques Pierre                              | 64                                               | 5                                                | Angers SCO                                       |                                                  |                                                  |                                                  |                                                  |
| 18                                               | Judelin Aveska                                   | 44                                               | 1                                                | Club Almagro                                     |                                                  |                                                  |                                                  |                                                  |
| 3                                                | Mechack Jérôme                                   | 44                                               | 1                                                | Charlotte Independence                           |                                                  |                                                  |                                                  |                                                  |
| 6                                                | Frantz Bertin                                    | 41                                               | 1                                                | Aiginiakos FC                                    |                                                  |                                                  |                                                  |                                                  |
| 13                                               | Kevin Lafrance                                   | 19                                               | 2                                                | Miedź Legnica                                    |                                                  |                                                  |                                                  |                                                  |
| 8                                                | Réginal Goreux                                   | 16                                               | 2                                                | Standard Luik                                    |                                                  |                                                  |                                                  |                                                  |
| 4                                                | Kim Jaggy                                        | 16                                               | 1                                                | FC Aarau                                         |                                                  |                                                  |                                                  |                                                  |
| 19                                               | Jean Jacques Bitielo                             | 4                                                | 0                                                | Kraze United                                     |                                                  |                                                  |                                                  |                                                  |
| 17                                               | Andrew Jean-Baptiste                             | 0                                                | 0                                                | Clubloos                                         |                                                  |                                                  |                                                  |                                                  |
| Middenveld                                       |                                                  |                                                  |                                                  |                                                  |                                                  |                                                  |                                                  |                                                  |
| 2                                                | Jean Alcénat                                     | 59                                               | 7                                                | Steaua Boekarest                                 |                                                  |                                                  |                                                  |                                                  |
| 7                                                | Wilde Guerrier                                   | 30                                               | 6                                                | Wisła Kraków                                     |                                                  |                                                  |                                                  |                                                  |
| 10                                               | Jeff Louis                                       | 22                                               | 2                                                | SM Caen                                          |                                                  |                                                  |                                                  |                                                  |
| 11                                               | Pascal Millien                                   | 25                                               | 1                                                | Jacksonville Armada                              |                                                  |                                                  |                                                  |                                                  |
| 15                                               | Sebastien Thuriere                               | 10                                               | 0                                                | Charleston Battery                               |                                                  |                                                  |                                                  |                                                  |
| 17                                               | James Marcelin                                   | 29                                               | 3                                                | Fort Lauderdale Strikers                         |                                                  |                                                  |                                                  |                                                  |
| 22                                               | Jean Alexandre                                   | 32                                               | 2                                                | Negeri Sembilan FA                               |                                                  |                                                  |                                                  |                                                  |
| Aanval                                           |                                                  |                                                  |                                                  |                                                  |                                                  |                                                  |                                                  |                                                  |
| 9                                                | Kervens Belfort                                  | 21                                               | 10                                               | Ethnikos Achna                                   |                                                  |                                                  |                                                  |                                                  |
| 14                                               | Duckens Nazon                                    | 8                                                | 2                                                | Stade Lavallois                                  |                                                  |                                                  |                                                  |                                                  |
| 20                                               | Sony Nordé                                       | 21                                               | 3                                                | Mohun Bagan                                      |                                                  |                                                  |                                                  |                                                  |
| 21                                               | Jean-Eudes Maurice                               | 25                                               | 9                                                | Ermis Aradippou                                  |                                                  |                                                  |                                                  |                                                  |
| Bondscoach: Marc Collat                          |                                                  |                                                  |                                                  |                                                  |                                                  |                                                  |                                                  |                                                  |

FHF · A-internationals · Selecties · Bondscoaches · Haïtiaans vrouwenelftal ·  Haïti U21 · Haïti U20 · Haïti U19 · Haïti U18 · Haïti U17
1925 ·
1926 ·
1927–1931 · 
1932 ·
1933 · 
1934 ·
1935–1937 · 
1938 ·
1939 ·
1940–1943 · 
1944 ·
1945–1947 · 
1948 ·
1949 ·
1950 ·
1951 ·
1952 ·
1953 ·
1954 ·
1955 · 
1956 ·
1957 ·
1958 ·
1959 ·
1960 · 
1961 ·
1962 ·
1963 ·
1964 ·
1965 ·
1966 ·
1967 ·
1968 ·
1969 ·
1970 · 
1971 ·
1972 ·
1973 ·
1974 ·
1975 ·
1976 ·
1977 ·
1978 ·
1979 ·
1980 ·
1981 ·
1982 · 
1983 ·
1984 ·
1985 ·
1986–1988 · 
1989 ·
1990 · 
1991 ·
1992 ·
1993 · 
1994 ·
1995 · 
1996 ·
1997 ·
1998 ·
1999 ·
2000 ·
2001 ·
2002 ·
2003 ·
2004 ·
2005 ·
2006 ·
2007 ·
2008 ·
2009 ·
2010 ·
2011 ·
2012 ·
2013 ·
2014 ·
2015 ·
2016 ·
2017 ·
2018 ·
2019 ·
2020 ·
2021 ·
2022 ·
2023 ·
2024 ·
2025
Amerikaanse Maagdeneilanden ·
Antigua en Barbuda ·
Argentinië ·
Aruba ·
Azerbeidzjan ·
Bahama's ·
Bahrein ·
Barbados ·
Belize ·
Bermuda ·
Bolivia ·
Brazilië ·
Britse Maagdeneilanden ·
Canada ·
Chili ·
China ·
Colombia ·
Costa Rica ·
Cuba ·
Curaçao ·
Dominica ·
Dominicaanse Republiek ·
Ecuador ·
El Salvador ·
Grenada ·
Guatemala ·
Guyana ·
Honduras ·
Italië ·
Jamaica ·
Japan ·
Jordanië ·
Kaaimaneilanden ·
Kosovo ·
Mexico ·
Montserrat ·
Nederlandse Antillen ·
Nicaragua ·
Oman ·
Panama ·
Peru ·
Polen ·
Puerto Rico ·
Qatar ·
Saint Kitts en Nevis ·
Saint Lucia ·
Saint Vincent en de Grenadines ·
Saoedi-Arabië ·
Spanje ·
Suriname ·
Syrië ·
Trinidad en Tobago ·
Turks- en Caicoseilanden ·
Uruguay ·
Venezuela ·
Verenigde Arabische Emiraten ·
Verenigde Staten ·
Zuid-Korea